# Numenius phaeopus

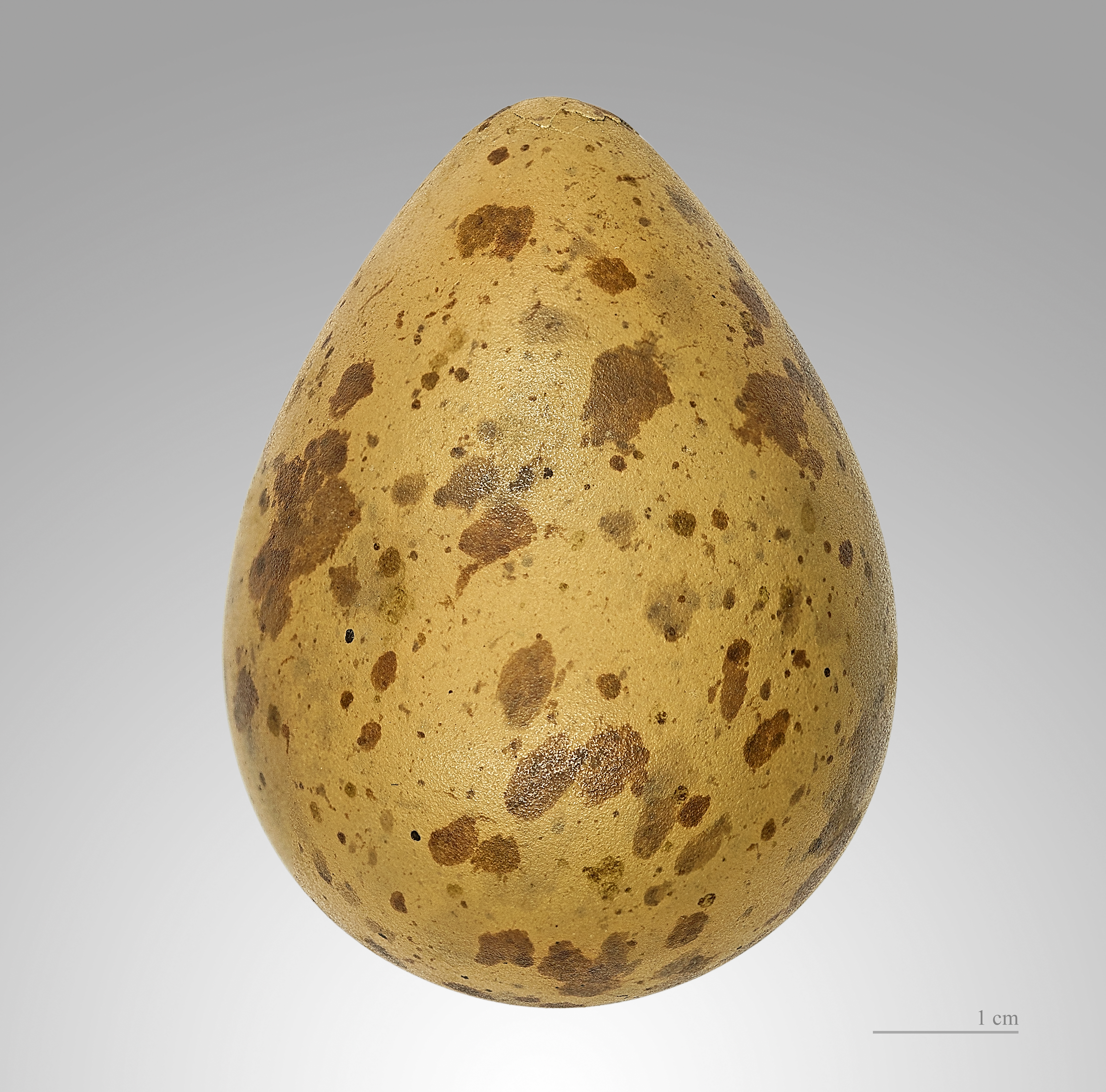
Huevo de Numenius phaeopus

El zarapito trinador (Numenius phaeopus) es una especie de ave caradriforme de la familia Scolopacidae.
Tiene un longitud de 41 centímetros, una envergadura de 82 centímetros y un peso de 430 gramos.[cita requerida]

## Subespecies
Se reconocen las siguientes subespecies:
- Numenius phaeopus phaeopus
- Numenius phaeopus alboaxillaris
- Numenius phaeopus variegatus
- Numenius phaeopus hudsonicus
- Numenius phaeopus islandicus